# 山中季哉
山中 季哉（やまなか としや）、8月10日 - ）はゲームミュージックの作曲家・編曲家。長崎県出身。

## 来歴
アルシスソフトウェア、トレジャーに在籍後、フリーの作曲家・編曲家として活動中。

## 主な作品

### フリーランス時代
- 1987年 - リバイバー（作曲に参加。オープニング、スタッフロール他）MSX2、PC-8801mkIISR以降、X1シリーズ、MZ-2500
- 1988年 - スタークルーザー（全曲）PC-8801mkIISR以降、X1turbo、PC-9801シリーズ（VM.UV以降）
- 1989年
  - スタークルーザー（全曲）X68000。
  - ウィバーン(WiBArM)（IBM-PC版、アレンジのみ。オープニングを1ポートPSGを擬似3チャンネルで再現）
  - 妖獣機甲兵ワードラゴン（全曲）PC-8801mkIISR以降,VA対応
  - ナイトアームズ（全曲）X68000
- 1990年
  - 天下統一（全曲の編曲）X68000、アルシスソフトウェア開発（移植）
  - プリンス・オブ・ペルシャ（全曲、効果音）PC-9801シリーズ、アルシスソフトウェア開発（移植）
  - スタークルーザー（全曲、効果音）メガドライブ、メサイヤ発売
  - スピンディジーII（中野鉄也と共作）PC-9801シリーズ、アルシスソフトウェア開発（移植）

- 1991年 - 大戦略III'90（中野鉄也と共作、山中は1曲のみ作曲）X68000、アルシスソフトウェア開発（移植）
- 1992年 - スピンディジーII（中野鉄也と共作）X68000、アルシスソフトウェア開発（移植）

- 1999年
  - ラクガキショータイム（半澤一雄と共作）PlayStation
  - 爆裂無敵 バンガイオー（半澤一雄、畑亜貴と共作）NINTENDO 64
  - 爆裂無敵 バンガイオー（半澤一雄、畑亜貴と共作）ドリームキャスト
- 2000年 - 罪と罰 〜地球の継承者〜（全曲）NINTENDO64
- 2008年 - オトメディウスG（2曲編曲）Xbox 360
- 未定 - バイナリ・シンドローム（TECHNOuchiと共作）Steam

### アルシスソフトウェア時代
- 1992年 - プリンス・オブ・ペルシャ（中野鉄也と共作）スーパーファミコン、アルシスソフトウェア開発（移植）
- 1993年 - スタークルーザー2（中野鉄也、矢口健一と共作）PC-9801シリーズ

### トレジャー時代
- 2003年 - ドラゴンドライブ ディマスターズショット（ゲームオリジナル楽曲の全曲）ニンテンドー ゲームキューブ

### ディスコグラフィー
- 2012年 - スタークルーザー　～山中季哉ワークス～（全曲作曲）
- 2018年
  - GALAXY VOYAGER ORIGINAL SOUNDTRACKS（一曲作曲）
  - GALAXY VOYAGER REMIXES -BEHIND the MASK-（一曲編曲）
- 2019年 - Game Music Prayer IV（一曲作曲）
- 2021年 - FM VERTEX I CHAOS THEORY（一曲作曲）
- 2022年 - FM VERTEX II NEXUS（一曲作曲）
- 2023年 - ニューラル・ギア 33周年記念 X68000音楽篇 完全版（一曲編曲）